# Mysterious Island (serial)
Pour les autres adaptations du roman de Jules Verne, voir L'Île mystérieuse (homonymie).
Mysterious Island est un serial américain réalisé par Spencer Gordon Bennet et sorti en 1951, adapté du roman L'Île mystérieuse de Jules Verne.

## Épisodes
1. Lost in Space
2. Sinister Savages
3. Savage Justice
4. Wild Man at Large
5. Trail of the Mystery Man
6. The Pirates Attack
7. Menace of the Mercurians
8. Between Two Fires
9. Shrine of the Silver Bird
10. Fighting Fury
11. Desperate Chances
12. Mystery of the Mine
13. Jungle Deadfall
14. Men from Tomorrow
15. The Last of the Mysterious Island

Source : In the Nick of Time

## Fiche technique
- Réalisation : Spencer Gordon Bennet
- Scénario : Lewis Clay, Royal K. Cole, George H. Plympton (en) d'après le roman de Jules Verne.
- Producteur : Sam Katzman
- Photographie : William Whitley
- Montage : Earl Turner
- Production : Sam Katzman Productions
- Distributeur : Columbia Pictures
- Durée : 252 minutes
- Date de sortie : 23 août 1951

## Distribution
- Richard Crane : Capt. Cyrus Harding
- Marshall Reed : Jack Pencroft
- Karen Randle : Rulu of Mercury
- Ralph Hodges : Herbert 'Bert' Brown
- Gene Roth : Pirate Capt. Shard
- Hugh Prosser : Gideon Spillett
- Leonard Penn : Captain Nemo
- Terry Frost : Ayrton - The Wild Man
- Rusty Wescoatt : Moley
- Bernard Hamilton : Neb
- Stanley Blystone : Confederate Officer (non crédité)
- Tom Tyler : Union Rider (non crédité)